# 馬格萊尼克高地

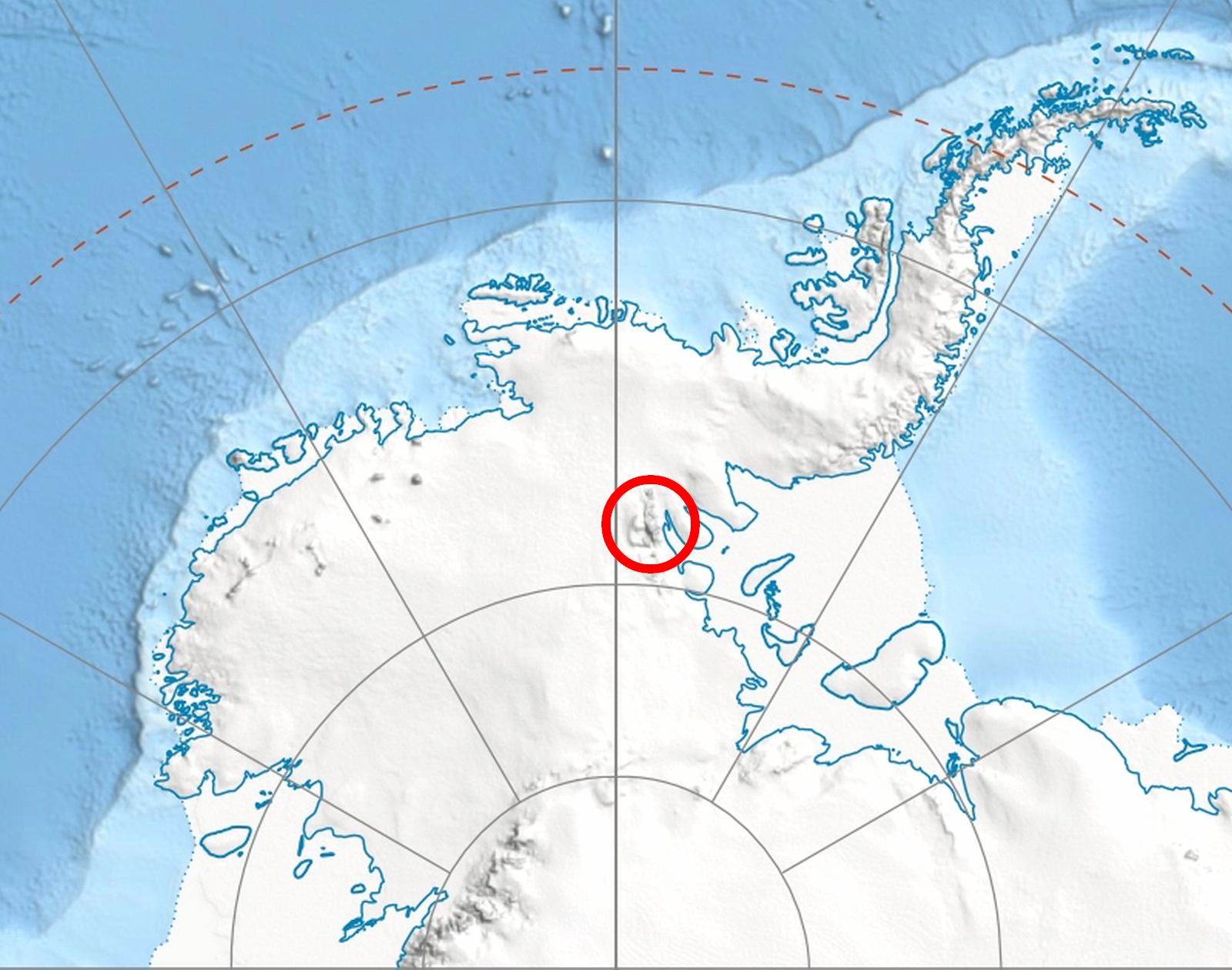

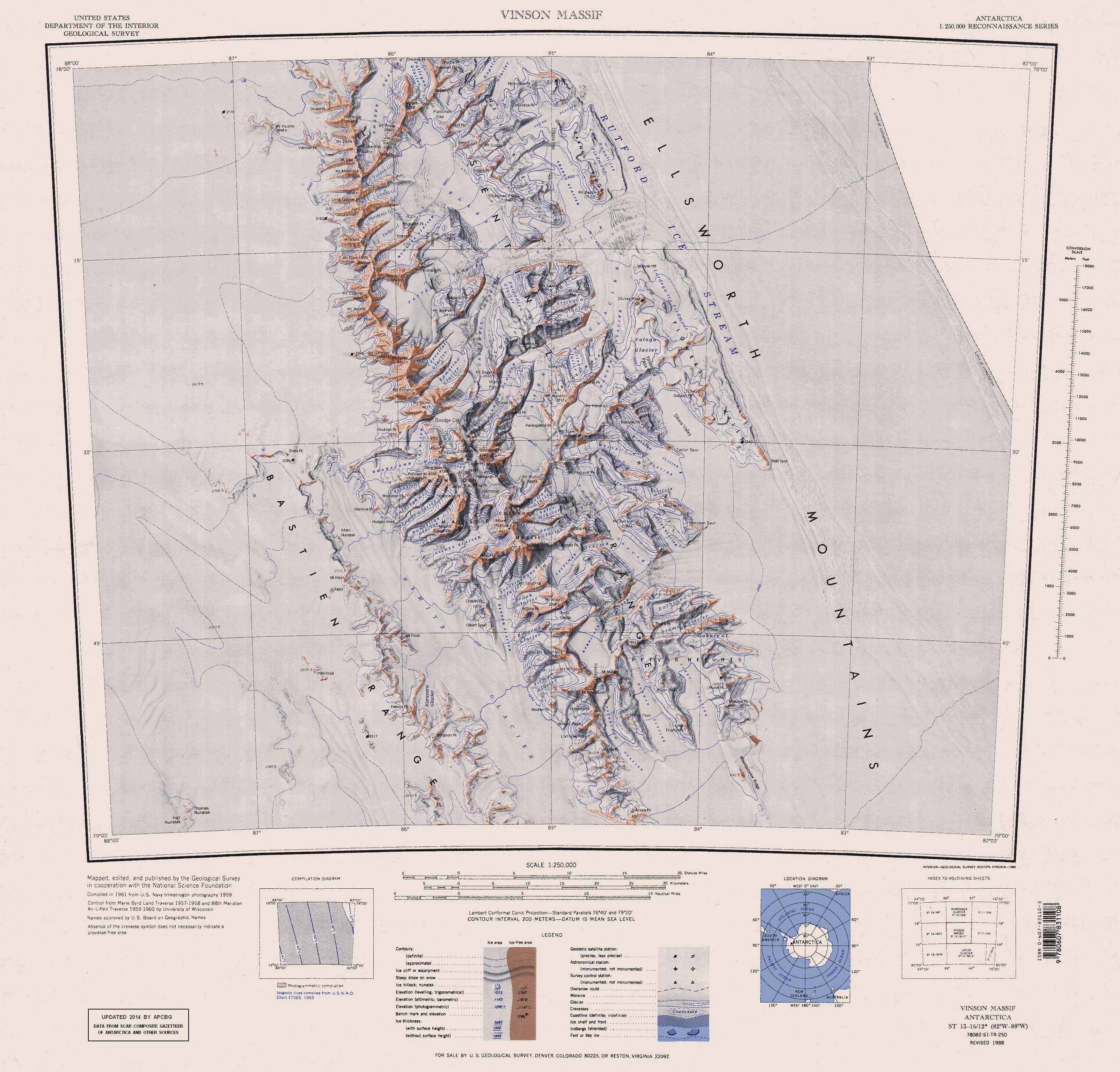

馬格萊尼克高地是南極洲的高地，位於埃爾斯沃思地，屬於埃爾斯沃思山脈中森蒂納爾嶺的一部分，最高點是海拔高度2,980米的戈祖爾山，以保加利亞南部的山嶺命名。
78°10′00″S 85°14′00″W / 78.16667°S 85.23333°W

## 外部連結
- Maglenik Heights. （页面存档备份，存于） SCAR Composite Antarctic Gazetteer.